# Leucomonia
Leucomonia este un gen de molii din familia Sphingidae. Conține o singură specie, Leucomonia bethia, care este întâlnită în New South Wales și Queensland.